# Luis Ignacio de la Vega Leija
Luis Ignacio de la Vega Leija   (San Luis Potosí, 23 de juny de 1914 - Tijuana, 19 de setembre de 1974) fou un jugador de bàsquet mexicà que va competir durant la dècada de 1930.
El 1936 va prendre part en els Jocs Olímpics de Berlín, on guanyà la medalla de bronze en la competició de bàsquet.